# Epione marginaria
Epione marginaria är en fjärilsart som beskrevs av Charles Joseph de Villers 1789. Epione marginaria ingår i släktet Epione och familjen mätare. Inga underarter finns listade i Catalogue of Life.